# Montambert
Montambert é uma comuna francesa na região administrativa de Borgonha-Franco-Condado, no departamento Nièvre. Estende-se por uma área de 25,83 km². Em 2010 a comuna tinha 124 habitantes (densidade: 4,8 hab./km²).